# 486
486 (CDLXXXVI) fue un año común comenzado en miércoles del calendario juliano, en vigor en aquella fecha.
En el Imperio romano, el año fue nombrado el del consulado de Basilio y Longino, o menos comúnmente, como el 1239 Ab urbe condita, adquiriendo su denominación como 486 a principios de la Edad Media, al establecerse el anno Domini.

## Acontecimientos
- El rey franco Clodoveo derrota a Afranio Siagrio en la batalla de Soissons, acabando así con el último territorio gobernado por los romanos en Occidente.[1] Se inicia el reino franco entre el Loira y el Somme.

## Fallecimientos
- Gundemaro, rey de los burgundios.
- Modesto de Tréveris, religioso cristiano.